# Emilio Echeverri Mejía

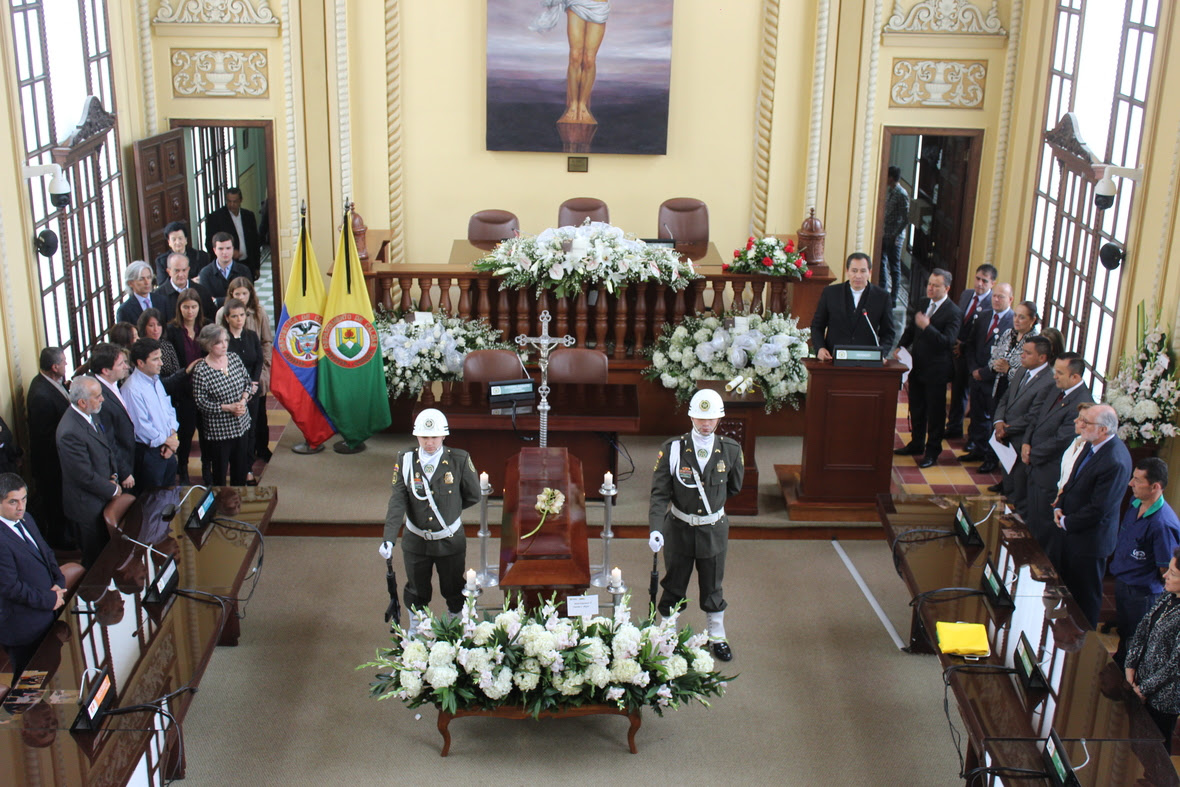
Cámara ardiente

Emilio Echeverri Mejía (Manizales, Caldas 23 de diciembre de 1941-Bogotá, 25 de julio de 2018) fue un abogado, político y dirigente cafetero colombiano. Fue Gobernador del Departamento de Caldas entre el 1 de enero del 2004 y el 31 de diciembre del 2007. Fue uno de los fundadores de la Universidad Autónoma de Manizales.

## Biografía
Hijo de Idelfonso Echeverri Jaramillo y Soledad Mejía Echeverri, fue abogado y doctor en Ciencias Políticas y Sociales de la Universidad de Caldas.
Fue presidente de la Cámara de Comercio de Manizales en la década de 1960, periodo durante el cual fue uno de los impulsores del Festival Internacional de Teatro de Manizales.
Ocupó la Gerencia Administrativa de la Federación Nacional de Cafeteros de Colombia desde 1993 hasta el año 2002, tiempo en el cual, se desarrolló una de las mayores bonanzas cafeteras de Colombia.
Tras ser derrotada su candidatura a Contralor General de la República en el año 2002, la que significó un duro golpe al Gobierno de Álvaro Uribe, se postuló a la Gobernación de Caldas con el apoyo del Movimiento de Salvación Nacional y la Coalición de los exsenadores Omar Yepes Álzate y Víctor Renán Barco, siendo elegido para el período 2004-2007).
Para el año 2012 llegó a la Contraloría General de la Nación como asesor de la entonces Contralora Sandra Morelli, donde tuvo algunas controversias, pues Morelli, en el pasado, había sido su asesora cuando este trabajaba para la Federación Nacional de Cafeteros, pero además, porque en la Contraloría reposaban algunos expedientes contra Echeverri, en el periodo en el que fue gobernador, lo que generó críticas de algunos sectores políticos de Caldas y sus contradictores debido a presuntos impedimentos éticos para desarrollar el cargo en dicha entidad.

## Muerte
Murió el 25 de julio de 2018 en la Clínica El Country de Bogotá, luego de ser sometido a una operación por tumor cerebral,su cuerpo fue trasladado a la capital de Caldas, Manizales, donde finalmente fue sepultado.

## Encales externos
- Base de datos Gobernadores de Caldas

- Datos: Q113688069